# Lijst van dialecten van de wereld - L
Deze lijst van dialecten is zeker niet compleet en de aanduiding 'dialect' zal voor diverse van de genoemde variëteiten zeker omstreden zijn. De lijst bevat in principe alleen variëteiten die nauwelijks standaardisatie hebben ondergaan. Ze zijn geordend onder een kop die ofwel redelijk adequaat de genoemde subvariëteiten omvat, ofwel de naam is van de standaardtaal die door de dialectsprekers als lingua franca wordt gehanteerd.
Zie voor achtergronden over de schakeringen van de taal-dialectrelatie de lemma's variëteit (taalkunde), taal, dialect, streektaal, standaardtaal, dialectcontinuüm, taalfamilie.

## Laaglands-Semang
Orang Benua

## Lagwaans
Logone-Birni - Logone-Gana

## Laiyolo
Barang-Barang - Laiyolo

## Lamaholot
Lamaholot - West-Lamaholot - West-Solor

## Lamang
Centraal-Lamang - Dlige - Dzuba - Ghudavaans - Gwoza-Wakane - Hedkala - Leghva - Noord-Lamang - Waga - Zaladeva - Zuid-Lamang

## Lambojaas
Lambojaas - Nggaura

## Lamet
Laaglamet - Opperlamet

## Lamogai
Ibanga - Lomogai - Muse - Paret - Pulie-Rauto

## Lanas Lobu
Lobu - Rumanau

## Landdajaks
Behe - Berang - Beta - Budanoh - Gugu - Gurgo - Ipoh - Karagaans - Kati - Manyukai - Mataans - Meratei - Punaans - Sabungo - Santaans - Sau - Sering - Sermah - Sidin - Sinaans - Sumpo - Temila

## Larike-Wakasihu
Allang - Larike - Wakasihu

## Lau
Dai - Lau - Suafa

## Lauaans
Lau - Vanua Balavu

## Laura
Laura - Mbukambero

## Lavatbura-Lamusong
Kontu - Lamusong - Lavatbura - Ugana

## Lave
Palau

## Lawangaans
Ajuh - Bakoi - Bantiaans - Banuwang - Bawu - Benua - Kali - Karau - Lawa - Lolang - Mantararen - Njumit - Pasir - Purai - Purung - Tabuyaans - Tuwang

## Ledo-Kaili
Ado - Doi - Edo - Ija - Ledo - Rai - Raio - Taa - Tado - Tara

## Lelak
Dali - Lelak

## Lele
Sabon

## Lembak
Lembak Bliti - Lembak Sindang

## Lenakel
Ikyoo - Itonga - Loanatit - Nerauya

## Lengo
Aola - Ghaimuta - Lengo - Paripao

## Lesing-Gelimi
Gelimi - Lesing

## Levuka
Kalikasa - Levuka

## Lewo
Mate-Nul-Filakara - Tasiko

## Liana-Seti
'Seti' - Kobi - Wahakaim

## Limburgs
Dialecten waarvan het discutabel is of ze wel degelijk Limburgs zijn, zijn cursief weergegeven.
Belfelds - Blericks - Bocholtzer - Genks - Hasselts - Heerlens - Kerkraads - Maastrichts - Midden-Limburgs - Noord-Limburgs - Overpelts - Roermonds - Simpelvelds - Sittards - Tegels - Tiens - Tongers - Truierlands - Vaalser - Venloos - Venrays - Voerens - Weerts - Zuid-Limburgs

## Lisabata-Nuniali
Kawa - Lisabata-Timur - Nuniali - Sukaraja

## Lisela
Lisela - Tagalisa

## Lishana Deni
Amadiya - Atrush - Bétanure - Dohuk - Nerwa - Sandu - Zakho

## Lishán Didán
Noordelijke cluster Lishán Didán - Zuidelijke cluster Lishán Didán

## Lishanid Noshaans
Dobe - Koy Sanjaq - Oostelijke cluster Lishanid Noshanarbil - Qaladze - Rustaqa - Rwanduz - Westelijke cluster Lishanid Noshaans

## Lola
Lola - Warabal

## Lombardisch
Bergamasco

## Lou
Rei

## Luang
Lakor - Luang - Moa - Wetaans

## Lubuagaans Kalinga
Ableg-Salegseg - Balbalasang - Banao Itneg - Guinaang - Lubuagaans

## Luhu
Batu Merah - Kelang - Luhu

## Lundayeh
Lun Bawang - Lun Daye - Papadi

## Lusi
Kaliai
A · B · C · D · E · F · G · H · I · J · K · L · M · N · O · P · Q · R · S · T · U · V · W · Y · Z